# Lista tuneli na Islandii

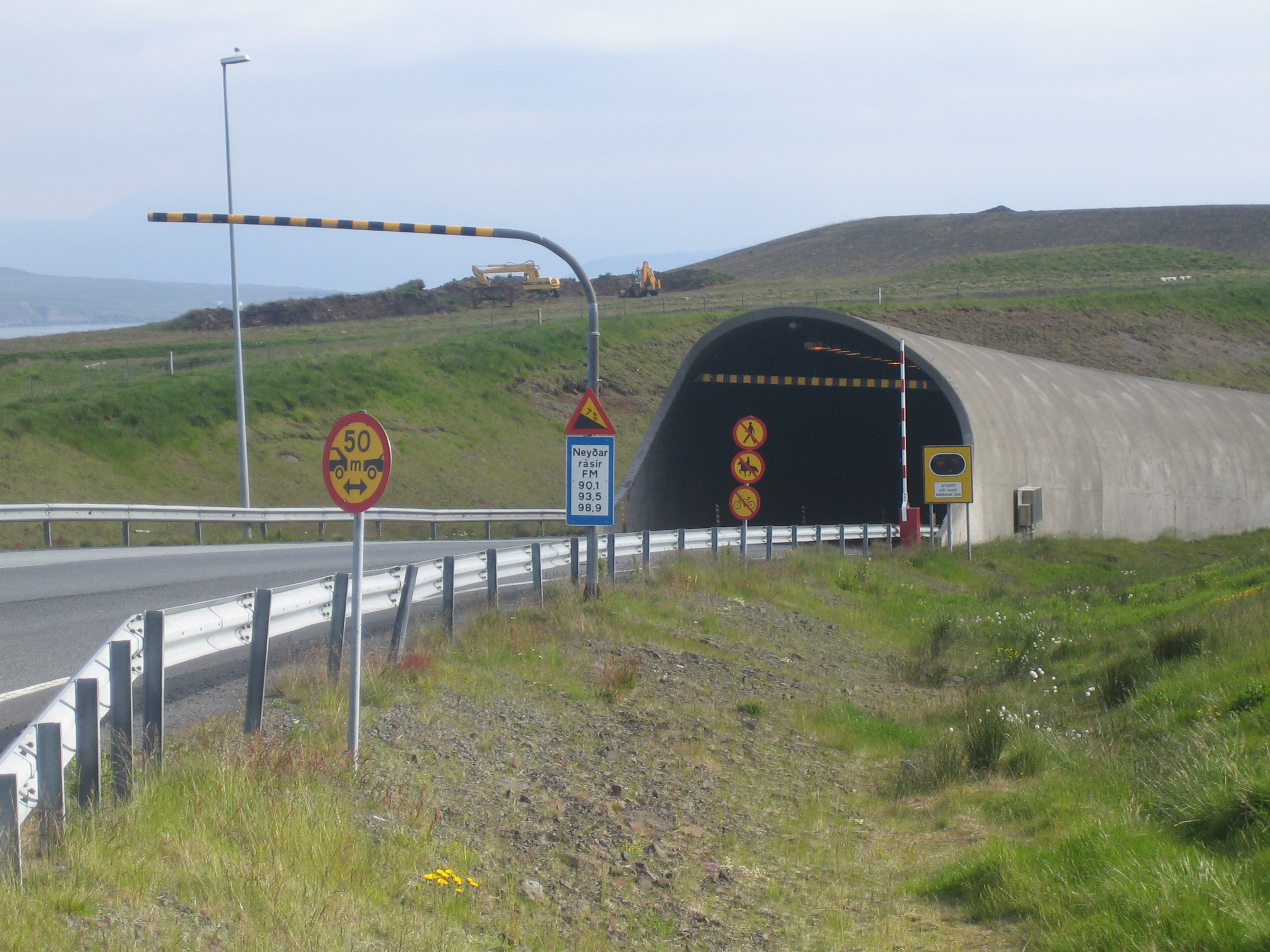
Wjazd do tunelu Hvalfjörður

Drążenie tuneli jest stosunkowo młodym zjawiskiem w islandzkiej infrastrukturze drogowej, co z początku zdarzało się w wyjątkowych potrzebach. Do końca XX w. powstało 6 tuneli, a w ciągu kolejnych 17 lat – 7. Do 2018 zbudowano i otworzono w sumie 13 tuneli, przy czym ruch przez Oddskarðsgöng został zastąpiony przez leżący w pobliżu Norðfjarðargöng. Najdłuższym jest Vestfjarðagöng (9,1 km), który według planów, ma zostać zdeklasowany przez Fjarðarheiðargöng (13,5 km). Tunel Hvalfjörður, wydrążony pod fiordem o tej samej nazwie, znajduje się pośród najdłuższych podwodnych tuneli na świecie, sięgając głębokości 165 m poniżej poziomu morza, a także będąc pierwszym wybudowany w młodej, bazaltowej skale w obszarze geotermalnym.

## Tunele na Islandii
Tunele na Islandii zwykle drąży się przez góry, aby:
- zapobiec zimowej izolacji odległych osiedli, które w bez nich są uzależnione od wysoko położonych dróg, często zamkniętych z powodu zalegającego śniegu;
- zmniejszyć odległość między miejscowościami;
- zwiększyć bezpieczeństwa ruchu drogowego, poprzez ominięcie niebezpiecznych odcinków dróg.

## Historia
Pierwszy, niewielki tunel o długości 30 m został otworzony w 1948 w ramach drogi nr 61 w Vestfirðir.
W 1967 roku na północy wyspy wybudowano pierwszy długi, liczący 800 metrów tunel, zapewniając miasteczku Siglufjörður całoroczne połączenie drogowe z resztą kraju.
Drugi tunel, otworzony w 1977 roku, zastąpił trudną drogę przez przełęcz Oddsskarð do miasteczka Neskaupstaður, położoną we wschodniej części Islandii, którą można było użytkować tylko podczas krótkiego lata.
Trzeci tunel został otworzony na północy, w 1992 roku, zastępując bardzo niebezpieczną górską drogę do miasta Ólafsfjörður.
W 1996 roku, w Vestfirðir otworzono tunel Vestfjarðagöng, kończąc zimową izolację trzech osad, łącząc je w miasteczkiem Ísafjörður. Wszystkie te tunele zostały zbudowane w jako jeden pas, z regularnie rozmieszczonymi mijankami, umożliwiającymi ruch w obie strony.
Gdy technologia została udoskonalona i stała się tańsza, a Islandia bardziej dostatnia w latach 90., drążenie tuneli stało się realną opcją do stworzenia w miejscach, które nie były wcześniej uwzględniane.
W 1998 roku otworzono podwodny tunel Hvalfjörður, zmniejszając odległość między Reykjavikiem miasteczkiem Akranes o 60 kilometrów. W rezultacie zniknęła linia promowa między nimi. Odległość między Reykjavikiem i innych miejscami po północnej stronie Hvalfjörður została zmniejszona o 45 kilometrów. Jest to jedyny tunel w Islandii, sfinansowany, wybudowany i zarządzany przez podmiot prywatny, a równocześnie jest to również jedyny tunel, w którym pobierane są opłaty. Pierwotne założenia sugerowały, że inwestycja zwróci się po 20 latach (do 2018 roku), po czym przejdzie na własność państwa. Ruch aut był wyższy niż uwzględniono w projekcie, więc operator tunelu zaproponował wybudowanie drugiego, równoległego tunelu, zważywszy na to, że natężenie zbliżało się do progu 10 000 pojazdów na dobę, powyżej którego zaleca się odseparować ruch w przeciwnych kierunkach.
W 2005 roku otworzono dwa tunele – Fáskrúðsfjarðargöng, łączący miasteczka Fáskrúðsfjörður i Reyðarfjörður, oraz Almannaskarðsgöng, na wschód od miasteczka Höfn. Oba w ramach drogi 1, przebiegającej przez Austurland.
W 2010 otworzono kolejne trzy – Bolungarvíkurgöng na drodze nr 61, pomiędzy Hnifsdalur i Bolungarvik, zastępując odcinek, na którym często zdarzały się lawiny i obrywy skalne, oraz Héðinsfjarðargöng nyrðri i Héðinsfjarðargöng syðri na trasie nr 76, w Norðurland eystra, pomiędzy miasteczkami Ólafsfjörður i Siglufjörður, zmniejszyć odległość je dzielącą do 15 km.
Rok 2017 przyniósł otwarcie tunelu Húsavíkurhöfðagöng w Húsavík, łączący port z obszarem przemysłowym, oraz Norðfjarðargöng pomiędzy miasteczkami Neskaupstaður i Eskifjörður, ułatwiając ruch drogą 92, do tej pory prowadzącą przez tunel Oddsskarðsgöng.
W 2018 roku otwarto (przesunięcie z 2016 roku) tunel Vaðlaheiðargöng, skracający przebieg drogi 1 między Akureyri i Húsavík o 16 km.

## Tunele
| 1  | Arnardalshamar                  |             |                                | 1948              |      | 30 m | 2                                            | Vestfirðir                                         | 61       |
| 2  | Strákagöng                      | 1965        |                                | 1967.11.10        |      | 800 m | 1a                                           | Norðurland vestra (na zachód od Siglufjörður)      | 76       |
| 3  | Oddskarðsgöng                   | 1972        |                                | 1977              | 2017 | 640 m | 1a                                           | Austurland (na zachód od Neskaupstaður)            | 92       |
| 4  | Múlagöng (Ólafsfjardarmúli)     | 1988.09     | 1990 (pod koniec roku)         | 1991.03.01        |      | 3400 m | 1a                                           | Norðurland eystra (Dalvík – Ólafsfjörður)          | 82       |
| 5  | Vestfjarðagöng                  | 1991 (lato) | 1995.12                        | 1996.09.14        |      | 9160 ogółem Breiðadalur – 4150 m Botnsdalur – 2907 m Tungudalur – 2103 m Trzy tunele łączą się na trójstronnym skrzyżowaniu | 1a (Breiðadalur i Botnsdalur) 2 (Tungudalur) | Vestfirðir (Ísafjörður – Suðureyri – Breiðadalur)  | 60 i 65  |
| 6  | Hvalfjarðargöng                 | 1996        | 1997.12                        | 1998.07.11        |      | 5770 m | 2b                                           | Höfuðborgarsvæðið – Vesturland                     | 1        |
| 7  | Almannaskarðsgöng               | 2004.03     | 2005.06                        | 2005.06.24        |      | 1300 m | 2                                            | Austurland (na wschód od of Höfn)                  | 1        |
| 8  | Fáskrúðsfjarðargöng             | 2003.03.17  | 2005 (jesień)                  | 2005.09.09        |      | 5900 m | 2                                            | Austurland (Fáskrúðsfjörður – Reyðarfjörður)       | 96       |
| 9  | Bolungarvíkurgöng               | 2008.05     | 2010.07.15                     | 2010.09.25        |      | 5400 m | 2                                            | Vestfirðir (Bolungarvík – Hnífsdal)                | 61       |
| 10 | Héðinsfjarðargöng nyrðri        | 2006.09     | 2009.12                        | 2010.10.02        |      | 7100 m | 2                                            | Norðurland eystra (Ólafsfjörður – Héðinsfjörður)   | 76       |
| 11 | Héðinsfjarðargöng syðri         | 2006.09     | 2009.12                        | 2010.10.02        |      | 3900 m | 2                                            | Northeastern Region (Héðinsfjörður – Siglufjörður) | 76       |
| 12 | Húsavíkurhöfðagöng              | 2015        | 2017.08                        | 2017.11.04        |      | 992 m | 2                                            | Austurland (Húsavík)                               | 61       |
| 13 | Norðfjarðargöng                 | 2013.11     | 2017.09.01                     | 2017.11.11        |      | 7908 m | 2                                            | Austurland (Eskifjörður – Norðfjörður)             | 92       |
| 14 | Vaðlaheiðargöng                 | 2013.07     | 2016 (koniec roku); 2018.12.01 | 2018.12.21        |      | 7400 m | 2                                            | Norðurland eystra (Eyjafjörður – Fnjóskadalur)     | 1        |
| 15 | Dýrafjarðargöng                 | 2017        | 2020.09.14                     | 2020.10.25        |      | 5600 m | 2                                            | Vestfirðir (Arnarfjörður – Dýrafjörður)            | 60       |
| 16 | Fjarðarheiðargöng               |             |                                | 2024+ (planowana) |      | 13 500 m | 2                                            | Austurland (Egilsstaðir – Seyðisfjörður)           | 93       |
| 17 | Dynjandisheiði                  | W planach   |                                |                   |      | 10 800 m |                                              |                                                    | 60       |
| 18 | Öxnadalsheiði                   | W planach   |                                |                   |      | 10 700 m |                                              |                                                    | 1        |
| 19 | Tröllatunguheiði                | W planach   |                                |                   |      | 9400 m |                                              |                                                    | 60 i 61  |
| 20 | Hellisheiði                     | W planach   |                                |                   |      | 8400 m |                                              |                                                    | 1        |
| 21 | Mjóifjörður – Slenjudalur       | W planach   |                                |                   |      | 6800 m |                                              |                                                    | 92 i 953 |
| 22 | Vopnafjörður – Hérað            | W planach   |                                |                   |      | 6300 m |                                              |                                                    | 917      |
| 23 | Seyðisfjörður – Mjóifjörður     | W planach   |                                |                   |      | 5300 m |                                              |                                                    | 93 i 953 |
| 24 | Arnarfjörður – Dýrafjörður      |             |                                | 2020.10.25        |      | 5100 m |                                              |                                                    | 60       |
| 25 | Fáskrúðfjörður – Stöðvarfjörður | W planach   |                                |                   |      | 4800 m |                                              |                                                    | 96       |
| 26 | Staðarsveit Kolgrafafjörður     | W planach   |                                |                   |      | 4500 m |                                              |                                                    | 54       |
| 27 | Eyrarfjall í Djúpi              | W planach   |                                |                   |      | 4100 m |                                              |                                                    | 61       |
| 28 | Mjóifjörður – Norðfjörður       | W planach   |                                |                   |      | 3900 m |                                              |                                                    | 92 i 953 |
| 29 | Klettsháls                      | W planach   |                                |                   |      | 3800 m |                                              |                                                    | 60       |
| 30 | Stöðvarfjörður – Breiðdalsvík   | W planach   |                                |                   |      | 3800 m |                                              |                                                    | 96       |
| 31 | Ísafjörður – Súðavík            | W planach   |                                |                   |      | 2700 m |                                              |                                                    | 61       |
| 32 | Brattabrekka                    | W planach   |                                |                   |      | 1800 m |                                              |                                                    | 60       |
| 33 | Reynisfjall                     | W planach   |                                |                   |      | 1700 m |                                              |                                                    | 1        |
|    | Źródła:                         |             |                                |                   |      | |                                              |                                                    |          |

a Pojedynczy pas z mijankami.

b Po wznoszącej stronie, przy północnym krańcu tunelu, znajduje się trzeci pas do wyprzedzania.